# Harold Peary
Pour les articles homonymes, voir Peary.
Harold Peary est un acteur américain né le 25 juillet 1908 à San Leandro, Californie (États-Unis), décédé le 30 mars 1985 à Torrance (Californie).

## Filmographie
- 1940 : Comin' Round the Mountain : Mayor Gildersleeve
- 1941 : Country Fair (en) de Frank McDonald : Gildersleeve
- 1941 : Look Who's Laughing : Throckmorton P. Gildersleeve
- 1942 : Here We Go Again : Throckmorton P. Gildersleeve
- 1942 : Sept Jours de perm (Seven Days' Leave) de Tim Whelan : Throckmorton P. Gildersleeve
- 1942 : The Great Gildersleeve : Throckmorton P. Gildersleeve
- 1943 : Gildersleeve's Bad Day (en) de Gordon Douglas : Throckmorton P. Gildersleeve
- 1943 : Gildersleeve on Broadway : Throckmorton P. Gildersleeve
- 1944 : Gildersleeve's Ghost : Throckmorton P. Gildersleeve / Ghosts of Randolph Q. Gildersleeve and Jonathan Q. Gildersleeve
- 1954 : Port of Hell : Leo
- 1954 : WIlly) (série TV) : Perry Bannister (1955)
- 1956 : Wetbacks : Juan Ortega
- 1957 : Blondie (série TV) : Herb Woodley
- 1957 : Outlaw Queen : Bartender
- 1959 : Fibber McGee and Molly (série TV) : Mayor LaTrivia
- 1964 : Les Pas du tigre (A Tiger Walks) de Norman Tokar : Uncle Harry
- 1965 : Invisible Diplomats
- 1967 : Clambake d'Arthur H. Nadel (de) : Harold (the doorman)
- 1973 : Charley and the Angel : Voice of Radio Announcer
- 1976 : Rudolph's Shiny New Year (TV) : Big Ben (voix)
- 1979 : Rudolph and Frosty's Christmas in July (TV) : Big Ben (voix)